# Blanche Nash
Blanche Emily Maynard Nash, po mężu Thomas (ur. 30 lipca 1902 w Kapsztadzie, zm. 19 czerwca 1964 w Observatory) – południowoafrykańska pływaczka z pierwszej połowy XX wieku, uczestniczka igrzysk olimpijskich.
Podczas VII Letnich Igrzysk Olimpijskich w Antwerpii w 1920 roku, siedemnastoletnia wystartowała w dwóch konkurencjach pływackich. W wyścigu na 100 metrów stylem dowolnym z nieznanym czasem zajęła piąte miejsce w trzecim wyścigu eliminacyjnym. W wyścigu na 300 metrów stylem dowolnym z nieznanym czasem zajęła szóste miejsce w trzecim wyścigu eliminacyjnym. W obu przypadkach nie zakwalifikowała się do wyścigów finałowych.
Była pierwszą kobietą reprezentującą Związek Południowej Afryki na igrzyskach olimpijskich, a także jedynym południowoafrykańskim zawodnikiem startującym w konkurencjach pływackich podczas Igrzysk w Antwerpii.